# William Gamble

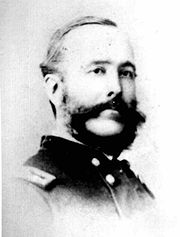
William Gamble

William Gamble (* 1. Januar 1818 in Duross, County Tyrone; † 20. Dezember 1866 in Nicaragua) war ein aus Irland stammender US-amerikanischer Brigadegeneral der US Army im Sezessionskrieg.

## Leben

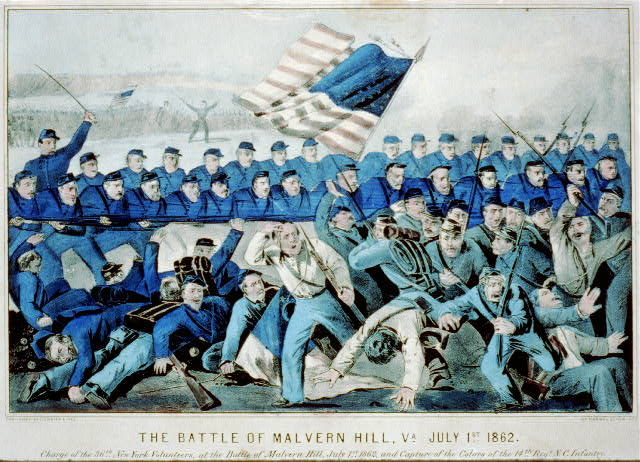
Schlacht am Malvern Hill

Nach dem Schulbesuch studierte Gamble Bauingenieurwesen und war anschließend als Ingenieur der Regierung in Nordirland beschäftigt, ehe er 1838 in die USA auswanderte und dort als Soldat in das 1. Dragonerregiment der US Army eintrat. Unmittelbar nach Beginn seines Militärdienstes wurde er an der Westfront im bis 1842 dauernden Zweiten Seminolenkrieg eingesetzt und zuletzt zum Sergeant Major befördert. Nach dem Ende des Krieges ließ er rich in Chicago nieder und war dort als Bauingenieur tätig.
Zu Beginn des Sezessionskrieges trat er 1861 als Oberstleutnant in das 8. Kavallerieregiment von Illinois ein, diente nach seiner Beförderung zum Oberst in der Potomac-Armee und erlitt bei der Schlacht am Malvern Hill am 1. Juli 1862 eine schwere Verwundung. Nach seiner Genesung war er zwei Jahre als Kommandeur einer Brigade mit Hauptquartier im Farixfax Court House in Virginia zur Verteidigung von Washington, D.C. eingesetzt und nahm im Juli 1863 auch an der Schlacht von Gettysburg teil. Am 25. September 1865 wurde er zum Brigadegeneral der Freiwilligentruppen befördert.
Am 13. März 1866 wurde er aus dem Dienst in den Freiwilligeneinheiten ausgemustert, nahm aber am 28. Juli 1866 die Anstellung als Major im 8. US-Kavallerieregiment an. Wenige Monate später starb er auf dem Weg mit seinem Regiment nach Kalifornien an den Folgen der Cholera in Nicaragua.
In dem 1993 entstandenen Kinofilm Gettysburg von Ronald F. Maxwell wurde William Gamble von Buck Taylor dargestellt.